# Giovanni Pontano
Giovanni Pontano (Cerreto di Spoleto, 7 maggio 1429 – Napoli, 17 settembre 1503) è stato un umanista e politico italiano.

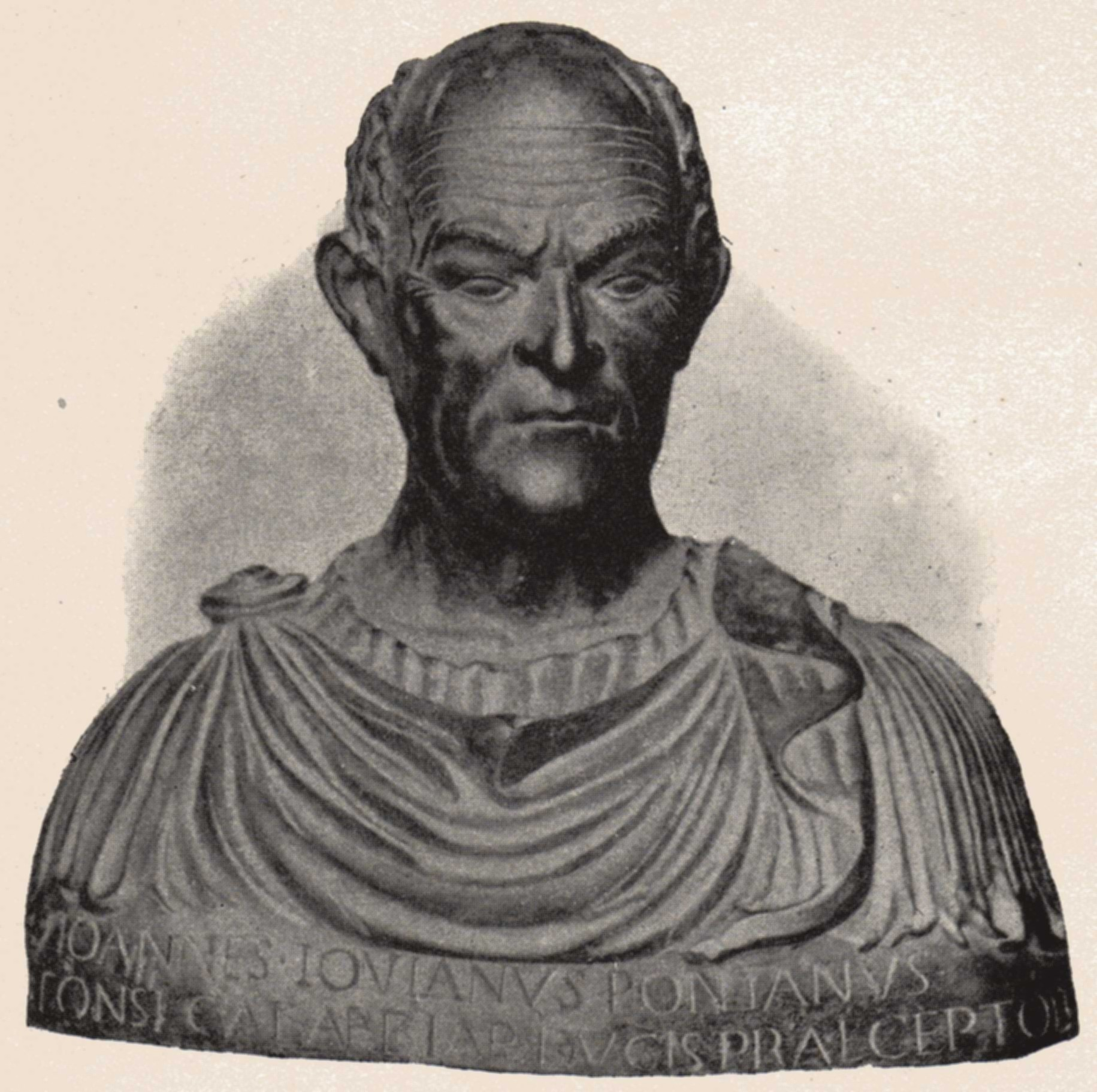
Giovanni Pontano

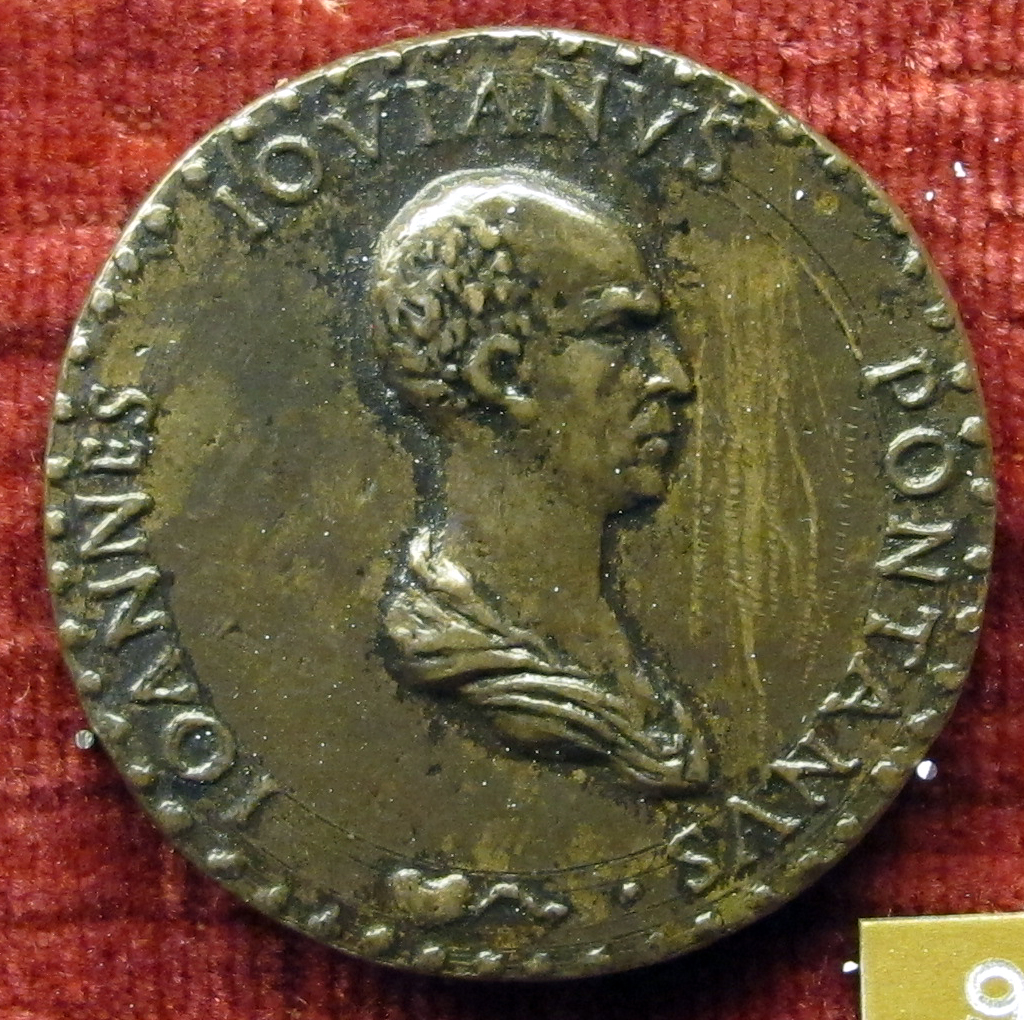
Adriano Fiorentino, medaglia di Giovanni Pontano

Noto anche come Gioviano Pontano, fu il massimo rappresentante dell'umanesimo napoletano del Quattrocento e dell'Accademia Pontaniana.

## Biografia
Studiò, negli anni quaranta del Quattrocento, presso l'Università di Perugia. 
Fu per gran parte della sua vita al servizio dei sovrani aragonesi, prima a Napoli, presso la corte di Ferrante I d'Aragona, e, successivamente (1466-1486), al seguito del principe ereditario Alfonso duca di Calabria futuro re come  Alfonso II di Napoli.
Manifestò anche le sue doti di abile diplomatico durante la guerra di Ferrara che vide Napoli (assieme a Firenze e al papa Sisto IV) contrapporsi a Venezia e quando riuscì nell'intento di riappacificare il re Ferrante I (di cui fu primo ministro) con papa Innocenzo VIII (lo stesso che lo stimava a tal punto da laurearlo poeta).
Prese spesso parte ad imprese militari tra le quali vanno menzionate la battaglia di Troia contro gli Angioini (1462), la riconquista di Otranto (1481), oltre alla già ricordata guerra di Ferrara (1482-1484). 
Le sue fortune a corte andarono scemando allorché il re Alfonso II fu esiliato da Napoli nel 1494 e, dopo il ritorno degli aragonesi, fu accusato di aver parteggiato per il re Carlo VIII di Francia, riuscendo tuttavia ad evitare una condanna, sebbene dovesse abbandonare l'intensa attività politica per dedicarsi ai suoi studi.
Fu in questi anni che curò l'edizione della maggior parte delle sue opere, succedendo al suo maestro, Antonio Beccadelli (detto il Panormita) alla guida dell'Accademia Porticus Antoniana (1471) e che diventerà in seguito prendendo da lui il nome, Pontaniana.

## Pontano umanista
Fu riconosciuto, già dal Sannazaro come uno dei più fecondi letterati del Quattrocento e forse il maestro assoluto dell'Umanesimo napoletano, abbracciando oltretutto, la sua opera, numerosi aspetti della vita culturale (non soltanto letteraria) della sua epoca: dall'astrologia, all'etica, all'analisi della società, alla retorica, alla botanica. Nei suoi numerosi componimenti il Pontano canta la bellezza della realtà, il sole, la gioia, l'amore, la donna, la natura, la bellezza della sua terra d'origine e quella della sua città adottiva, l'amore coniugale come unica fonte dell'umana felicità, l'amore per la sposa Adriana Sassone.
Fu un grande studioso dell'antichità classica ed ebbe grandi doti di poeta latino, eccellendo anche nella prosa e riuscendo spesso a sintetizzare la lingua classica con neologismi e termini in volgare, come dimostrò nelle sue opere Amorum libri (il titolo per esteso sarebbe "Parthenopeus sive Amorum libri" del 1455-1458 ), Lyra, Versus jambici, Hendecasyllabi, De amore coniugali, Tumuli, Neniae, De hortis Esperidum del 1501.
Data la sua ampia influenza culturale, a Napoli, il 13 novembre 1876, nasce l'Istituto Pontano. Fondato dai Padri Gesuiti della Compagnia di Gesù, sorge dapprima presso Palazzo Pianura in Piazza San Gaetano, per poi trasferirsi definitivamente, il 1º ottobre 1922, presso il Palazzo Spinelli di Cariati, palazzo di origine Cinquecentesca, situato in Corso Vittorio Emanuele (Napoli).

## Principali opere

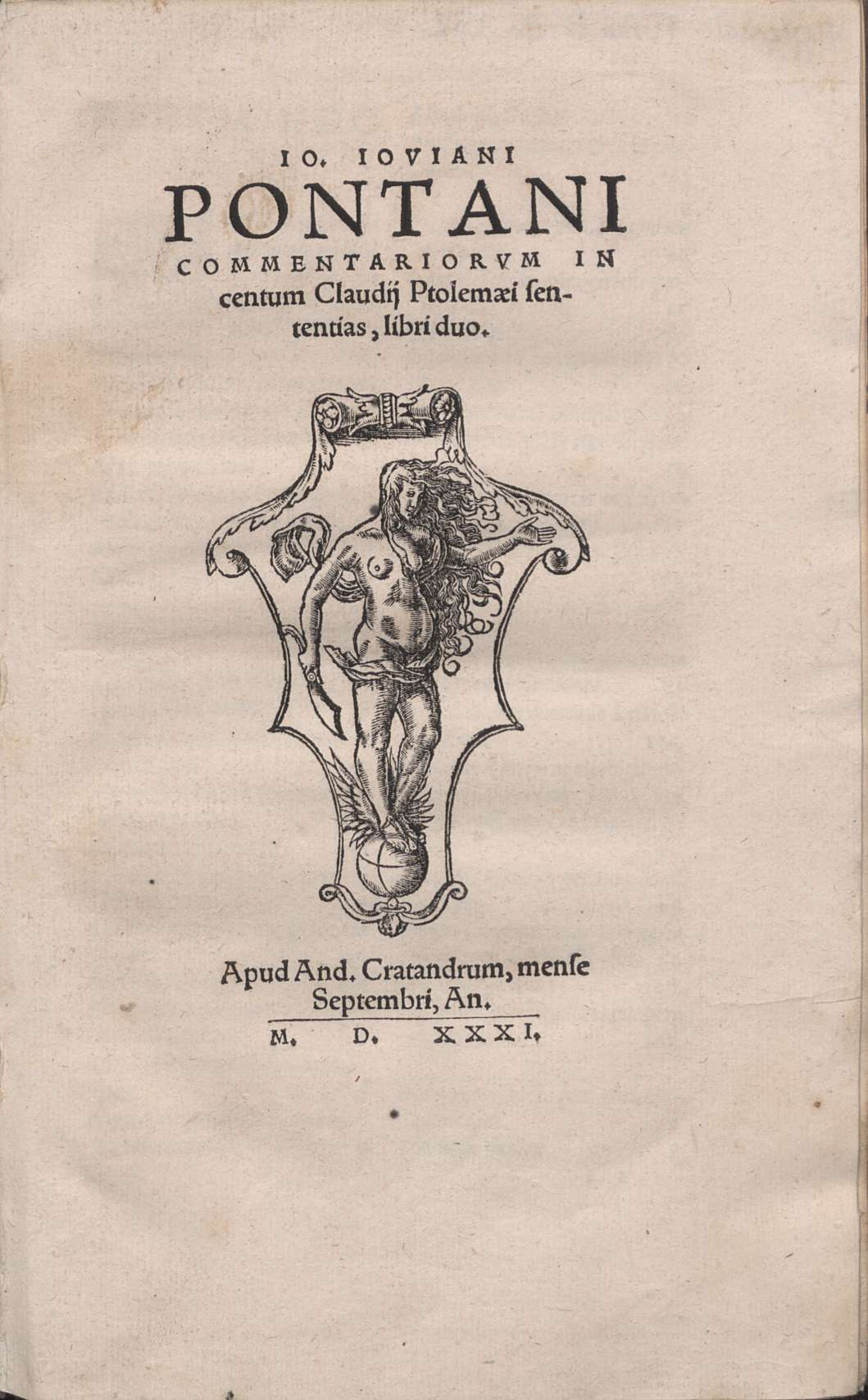
Commentariorum in centum Claudii Ptolemaei sententias, 1531

Forse la più nota delle opere pervenuteci del Pontano, unica di carattere storico, è il De Bello Neapolitano (in sei volumi, scritto dopo il 1494), che tratta del primo periodo della Congiura dei baroni nel Regno di Napoli, che pur condizionata da toni cortigiani rimane un'opera di sicuro spessore umanistico e storico.

Le opere di Pontano, spesso di difficile datazione, sono numerose ed eterogenee per argomenti trattati e furono raccolte da Pietro Summonte e da Jacopo Sannazaro. In esse prevale l'uso della lingua latina, sia nella produzione in versi che in quella in prosa, ma sempre con uno sguardo alla realtà ed un riferimento a fatti dell'età contemporanea. Tra esse non possono non essere menzionate:
- Amorum libri (1455-58)
- Charon (1467-91)
- Urania (1476)
- Asinus (1486-90)
- De Obedientia (1485)
- Antonius (1487)
- Meteororum libri (1490)
- Hendecasyllabi seu Baiarum libri (1490-1500)
- De principe (1493)
- De liberalitate (1493)
- Lepidina (1496)
- Actius (1499)
- De Sermone (1499)
- Aegidius (1501)
- De hortis Hesperidum (1501)
- De fortuna (1501)
- (LA) Opere, vol. 1, Firenze, eredi Filippo Giunta (1.), 1520.
- (LA) Opere, vol. 3, Firenze, eredi Filippo Giunta (1.), 1520.
- (LA) De prudentia, Firenze, eredi Filippo Giunta (1.), 1520.
- (LA) De sermone, Firenze, eredi Filippo Giunta (1.), 1520.
- (LA) Commentariorum in centum Claudii Ptolemaei sententias, Basel, Andreas Cratander, 1531.
- (LA) De rebus coelestibus, Firenze, eredi Filippo Giunta (1.), 1520.
- (LA) Commentariorum in centum Claudii Ptolemaei sententias, Basel, Andreas Cratander, 1531.

### Traduzioni
- Galatea di Mario Rapisardi